# Galba
Pour les articles homonymes, voir Galba (homonymie).
Galba (24 décembre 3 av. J.-C. - 15 janvier 69 apr. J.-C.) (latin : Servius Sulpicius Galba Imperator Caesar Augustus) est un empereur romain, qui régna de juin 68 jusqu'à sa mort en janvier 69. Sixième empereur depuis Auguste, il fut aussi le premier de l'année des quatre empereurs. Cette année tourmentée allait marquer une rupture dans la succession des empereurs romains : Néron fut en effet le dernier des cinq empereurs de la dynastie julio-claudienne ; au terme de l'année de sa mort, après Galba, puis Othon et enfin Vitellius, qui se succédèrent rapidement à la tête de l'Empire, Vespasien allait être à l'origine d'une nouvelle dynastie : les Flaviens.

## Famille et origines
Servius Sulpicius Galba nait fin décembre en -3 dans le domaine familial de Fundi, près de Terracine, en Campanie. Il est issu d'une ancienne famille latine sénatoriale et consulaire, la gens patricienne des Sulpicii, famille de « très haute noblesse […] aussi illustre qu’ancienne », selon les mots de Suétone, la « plus riche qui soit jamais entrée dans la maison des Césars », selon ceux de Plutarque. Toujours selon Suétone, on ignore l'origine du surnom familial Galba, qui viendrait du nom de torches enduites de galbaneum résineux, ou de l'usage de galbeum, pansement entouré de laine, ou encore du mot gaulois galba qui signifie « très gros, très gras ».
Il est le fils de Caius Sulpicius Galba, consul suffect en 5 av. J.-C., et de Mummia Achaica, sa première femme, elle-même descendante de Quintus Lutatius Catulus Capitolinus (un des leaders des optimates dans les années 60 av. J.-C., avant l'ascension de César). Il a un frère, également nommé Caius Sulpicius Galba, consul en 22, et qui, ruiné et se voyant privé d'un proconsulat dans une province par Tibère, se suicide. Servius Sulpicius Galba est élevé par la seconde femme de son père, Livia Ocellina, qui l’adopte. À la suite de cette adoption, il prend le nom de Lucius Livius Ocella, ne reprenant le nom paternel de sa naissance qu’à son accession à l'Empire.

### Jeunesse
Dans sa jeunesse, il fut respecté pour ses remarquables capacités, et Suétone dit qu'Auguste et Tibère évoquèrent sa future ascension. 
Dès qu'il eut atteint l'âge adulte, il voua un culte privé à la déesse Fortuna. Il lui fit édifier une chapelle dans sa propriété d'été de Tusculum. Il s'y recueillait tous les mois et y passait une nuit de veille chaque année. Parmi les présages de sa chute figure un rêve où la déesse le menaça. 
Il se maria avec Aemilia Lepida, morte jeune, et eut deux fils, qui sont morts jeunes également. En 41, alors qu'il est encore marié, Agrippine la Jeune tente de le séduire, mais il repousse ses avances, rejetant un parti qui aurait pu l'aider dans des ambitions impériales.

## Carrière avant son accession au pouvoir
Préteur en 20, puis consul en 33, avec pour collègue Lucius Cornelius Sulla Felix, il poursuit sa carrière en tant que gouverneur de la province d'Aquitaine en 31-32, commandant de l'armée de Germanie supérieure entre 39 et 42, puis proconsul d'Afrique entre 44 et 46. Il acquiert alors une réputation méritée pour ses compétences militaires, sa sévérité, qui touche parfois à la cruauté, et son impartialité. Vivant de manière austère et assez avare, il accumule une grande fortune qu'il emporte avec lui lors de ses déplacements.
À la mort de Caligula, il refuse la proposition de ses amis de s'offrir l'Empire, et sert loyalement Claude. Dans la première partie du règne de Néron, il est mis à la retraite, avant qu'en 61, l'empereur lui accorde la province d'Hispanie tarraconaise. Il conserve le gouvernorat de cette province jusqu'aux événements qui le porteront au pouvoir.

### Usurpation

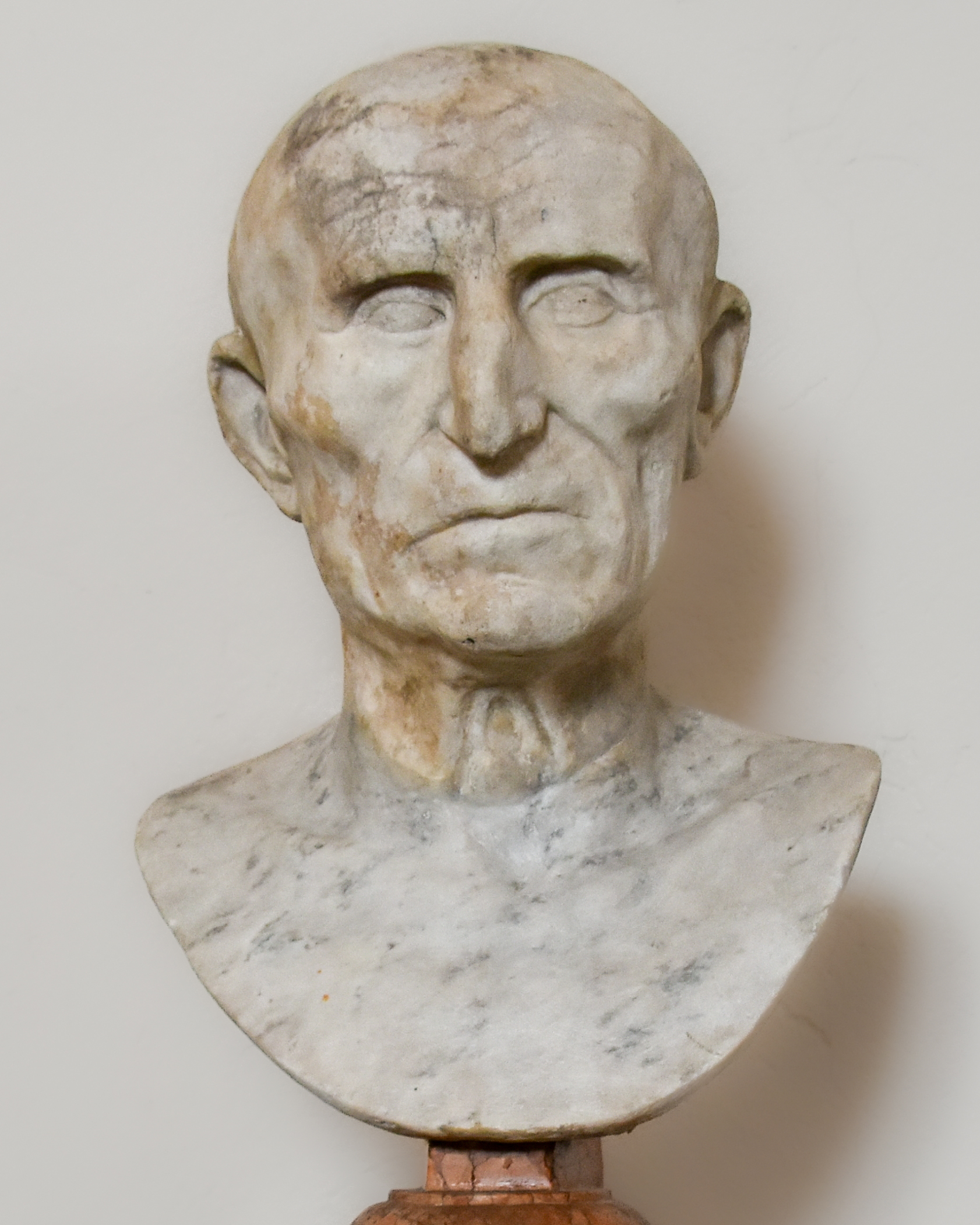
Galba, musée des antiquités Gustave-III, Stockholm.

Le 16 mars 68, Julius Vindex, gouverneur de Gaule Lyonnaise, appelle dans un discours à la rébellion contre Néron et dans le même temps envoie des lettres à ses collègues gouverneurs pour les appeler à le rejoindre. Son appel à destituer Néron est tout d'abord un échec : tous les gouverneurs le dénoncent à Néron, sauf Galba. Ce dernier est dans un premier temps tenté de suivre l'exemple de Vindex, mais la défaite et la mort de ce dernier le font hésiter. Il mande cependant son affranchi Icelus à Rome pour négocier avec les proches de Néron disposés à trahir ce dernier. L'émissaire obtient le soutien de plusieurs sénateurs et celui des deux préfets du prétoire. Galba se lance alors dans une propagande anti-néronienne et se proclame « lieutenant du sénat et du peuple romain ». En réaction, Galba est déclaré ennemi public par le sénat en Avril. Le reste de l'Espagne se rallie à lui et Othon, l'ancien époux de Poppée, qui dirige la Lusitanie le rejoint également. Avant même de quitter Tarraco, il se comporte en empereur, forme sa cour avec des notables locaux et frappe monnaie.

### Proclamé empereur par le sénat
En juin, il apprend tout à la fois le suicide de Néron et que les prétoriens lui ont juré fidélité. Il remplace son titre de légat par le titre de César, et marche directement sur Rome.
Après la mort de Néron, le préfet de la garde prétorienne, Nymphidius Sabinus, cherche à s'emparer du pouvoir avant l'arrivée de Galba, mais il ne peut gagner la confiance des gardes prétoriens et est tué. Durant l'approche de Galba sur la cité de Rome en octobre, des soldats viennent à sa rencontre pour lui exposer des requêtes ; Galba réplique avec violence, en tuant nombre d'entre eux. Avec méthode, il organise la répression de tous les révoltés. Son entrée dans Rome au début de l'année 69 ressemble à un triomphe.

## Règne et chute

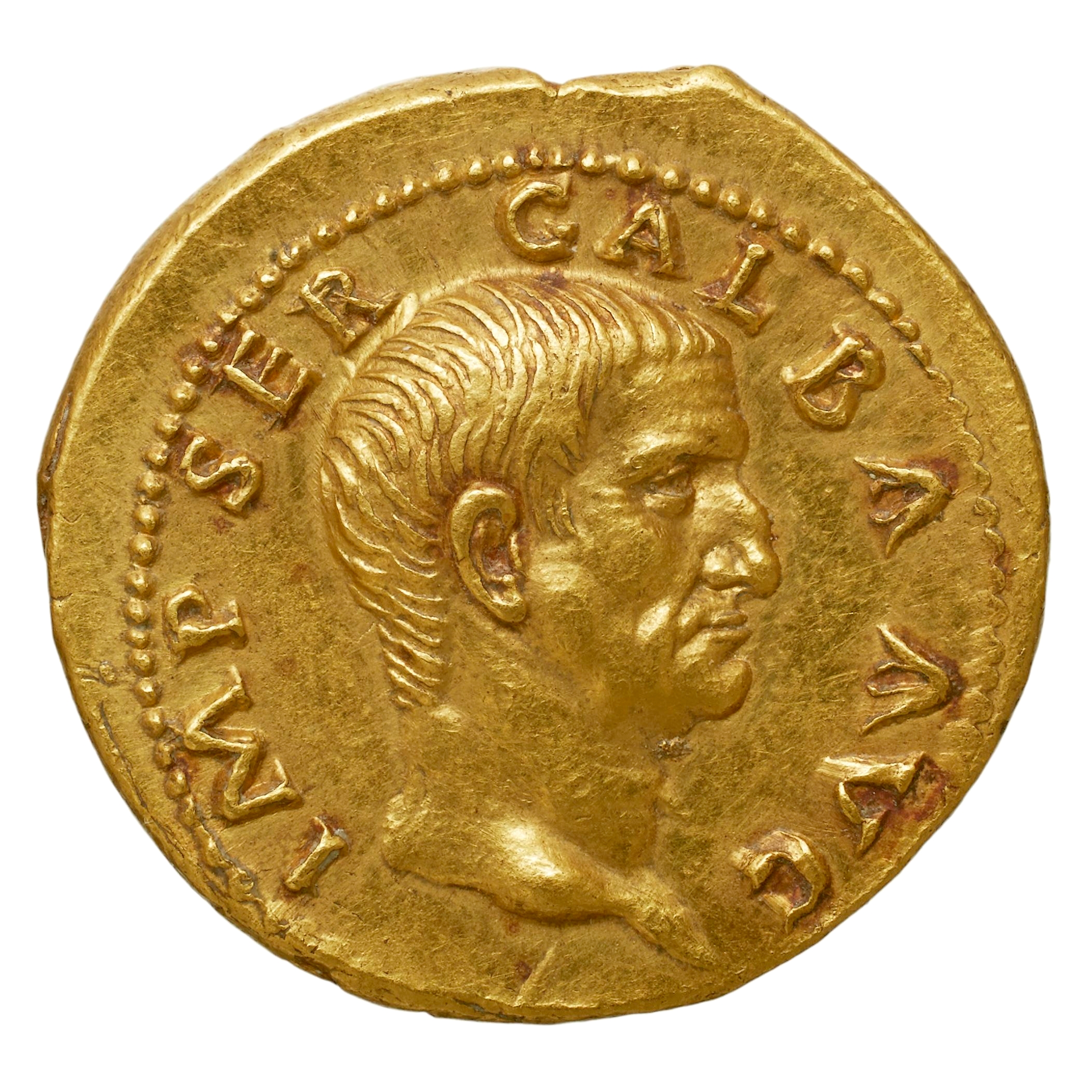
Aureus de Galba, vers 68, Département des Monnaies, médailles et antiques de la Bibliothèque nationale de France.

Le premier souci de Galba durant son bref règne est de restaurer l'état des finances, et à cette fin il prend nombre de mesures impopulaires, la plus dangereuse étant son refus de payer la récompense promise aux gardes prétoriens en son nom. Il renfloue les caisses de l'État en un temps record, notamment en imposant des amendes arbitraires aux provinces espagnoles et à la Gaule. Il s'en prend également aux sénateurs en voulant réduire la durée de leur charge et aux chevaliers en les contraignant à rendre au Trésor les libéralités que Néron leur avait octroyées. Vieux, revêche et conservateur, il se fait détester par le peuple de Rome et les prétoriens.
Le 1er janvier 69, deux légions de Germanie supérieure refusent de jurer fidélité à Galba et renversent ses statues, exigeant qu'un nouvel empereur soit choisi. Le jour suivant, les soldats de Germanie inférieure se rebellent à leur tour et prennent la décision de choisir qui serait le nouvel empereur, en proclamant empereur le gouverneur de la province, Vitellius. Cette manifestation de révolte fait prendre conscience à Galba de son impopularité et du mécontentement général. Dans le but de contenir la propagation de la révolte, il adopte le 10 janvier 69 comme successeur Piso Licinianus, un des derniers représentants du patriciat. Dans le discours que Tacite met dans la bouche de Galba, l'adoption est présentée comme le choix qui permettra de trouver le meilleur successeur, discours factice qui annonce le mode de succession des Antonins. Le peuple interprète le choix d'un successeur comme un signe de faiblesse, et les prétoriens sont indignés à cause de l'absence de donation de leur récompense habituelle.
Othon, ancien compagnon de Néron tombé en disgrâce et un des premiers soutiens de Galba, espérait être désigné comme successeur par ce dernier. Furieux de ne pas avoir été choisi, il corrompt par des promesses de gratifications considérables les prétoriens mécontents qui le proclament alors empereur le 15 janvier 69. Galba part immédiatement à la rencontre des rebelles ; il est si faible qu'il doit être transporté sur une civière. Arrivé au Lacus Curtius, une troupe de cavalerie se rue sur lui et le met à mort, rapportant sa tête à Othon. Un de ses anciens esclaves récupère son corps le lendemain, puis sa tête et lui fait une sépulture modeste dans ses jardins.
Tacite termine la narration du règne de Galba par une série d'appréciations critiques : sans génie, avare de l'argent public, faible avec son entourage, toutefois bon administrateur des provinces d'Afrique et d'Espagne citérieure, doté d'un caractère indolent qui passa pour de la sagesse. Tacite conclut que tous l'auraient considéré comme digne de l'Empire, s'il n'avait jamais été nommé empereur (« omnium consensu capax imperii nisi imperasset »).

## Noms et titres

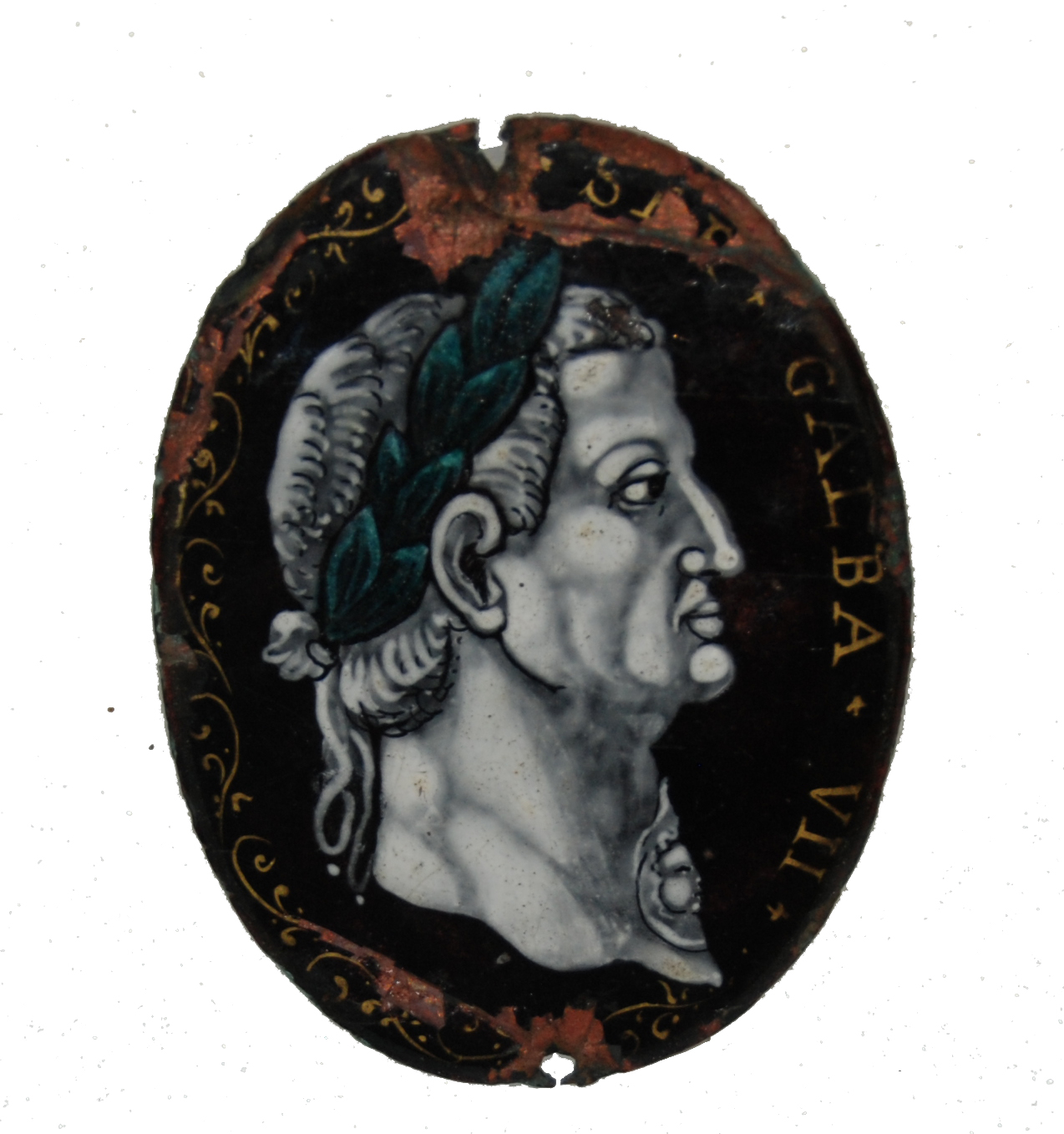
Portrait de l’empereur Galba, attribué à Laudin. XVIIe siècle. Limoges. Émail sur cuivre. Collection Musée de Dinan - Ville de Dinan.

### Noms successifs
- -3, naît SERVIVS•SVLPICIVS•GALBA
- de l'adoption par sa belle-mère à juin 68: LVCIVS•LIVIVS•OCELLA•SVLPICIVS•GALBA
- 68, accède à la pourpre : SERVIVS•SVLPICIVS•GALBA•IMPERATOR•CÆSAR•AVGVSTVS

### Titres et magistratures
- Consul en 33 et 69

### Titulature à sa mort
À sa mort en janvier 69 sa titulature est la suivante :
SERVIVS•SVLPICIVS•GALBA•IMPERATOR•CÆSAR•AVGVSTVS, PONTIFEX•MAXIMVS, TRIBVNICIÆ•POTESTATIS•I, IMPERATOR•I, CONSVL•II

### Auteurs antiques
- Dion Cassius, Histoire romaine, éd. par E. Cary, Harvard university Press, 1970-1987, livre LXIV (lire en ligne)
- Plutarque (trad. Dominique Ricard), Vie de Galba, 1883 (lire en ligne).
- Suétone, Vie des douze Césars : Vie de Galba (lire en ligne).
- Tacite, Annales, éd. par P. Wuilleumier, Les Belles Lettres, 1974-1978 (lire en ligne)

### Auteurs modernes
- Jean Bayet, « Notes de lecture de Six mois d'Empire républicain ; le gouvernement de Galba (Juin 68-15 janvier 69), communication de Corrado Barbagallo », Journal des savants,‎ novembre 1915, p. 525-526 (lire en ligne).
- Pierre Cosme, L'année des quatre empereurs, Fayard, 2012  (ISBN 978-2-213-65518-5).
- Jean Gagé, « Vespasien et la mémoire de Galba », Revue des Études Anciennes, t. 54, nos 3-4,‎ 1952, p. 290-315 (lire en ligne).
- Virginie Girod, La véritable histoire des douze Césars, Paris, Perrin, 2019, 412 p. (ISBN 978-2-262-07438-8)
- (en) K. Nawotka, « Imperial Virtues of Galba in the Histories of Tacitus », dans Philologus no 137, (1993, p. 258-264.
- Régis Martin, Les douze Césars, du mythe à la réalité, Perrin, 2007 (1re éd. 1991) (ISBN 978-2-262-02637-0).
- Paul Petit, Histoire générale de l’Empire romain, Seuil, 1974, 800 p. (ISBN 2020026775). .
- Bruno Poulle, « La mort de Galba et le Lacus Curtius », Bulletin de l'Association Guillaume Budé : Lettres d'humanité, no 57,‎ février 1998.
- Bruno Poulle, « Les présages de l'arrivée de Galba au pouvoir », dans Pouvoir, divination et prédestination dans le monde antique, Besançon, Institut des Sciences et Techniques de l'Antiquité, 1999, 33-42 p. (lire en ligne).
- Jacques Sancery, Galba ou l’armée face au pouvoir, Paris, Les Belles Lettres, 1983, 191 p.
- Pierre Somville, « Galba, un empereur oublié », Bulletin de la Classe des lettres et des sciences morales et politiques, t. 25,‎ 2014, p. 85-90 (lire en ligne).
- François Zosso et Christian Zingg, Les Empereurs romains : 27 av. J.-C. - 476 ap. J.-C., Paris, édition Errance, 1995, 256 p. (ISBN 2-87772-226-0).